# Orchestre philharmonique de Stuttgart

Logo de l'orchestre philharmonique de Stuttgart

L’Orchestre philharmonique de Stuttgart (en allemand Stuttgarter Philharmoniker) est un orchestre symphonique allemand basé à Stuttgart, dans le Bade-Wurtemberg.

## Historique
Fondé en septembre 1924, l'orchestre philharmonique de Stuttgart est l'un des grands ensembles de cette ville allemande avec l'Orchestre symphonique de la radio de Stuttgart. Après avoir passé une audition en 1971 devant cette phalange, le compositeur et chef d'orchestre Jacques Guyonnet a emmené l'orchestre en tournée, à Genève notamment, pendant dix ans. Les musiciens ont accepté de donner au Victoria Hall de Genève, des répétitions publiques et gratuites pour le public, à 18 heures avant le concert du soir.
C'est cette même phalange qui a enregistré « la symphonie n° 5 telle que Beethoven ne l'a pas composée », c'est-à-dire selon l'orchestration des esquisses du maître de Bonn (en reprenant une idée de Leonard Bernstein). Cette présentation a été gravée par la télévision romande à l'usage d'émissions pédagogiques. 
Karl Von Mutius, attaché culturel auprès de la délégation allemande aux Nations unies, a beaucoup aidé à la réalisation de ces concerts où les créations de compositeurs suisses et étrangers ont été nombreuses. « Je n'ai aimé que deux orchestres symphoniques, dira Jacques Guyonnet par la suite, Le national du Brésil avec qui la folie, le désordre, l'improvisation et le talent se mariaient pour donner de superbes concerts et, les ensembles allemands, la philharmonie de Stuttgart en particulier, avec laquelle j'ai trouvé un immense respect du chef et du compositeur, ce qui ne fut jamais le cas à Genève et pas souvent dans les pays latins. » 
De nombreux concerts de l'orchestre philharmonique de Stuttgart ont été donnés à Genève de 1972 à 1983.

## Chefs permanents
- Gabriel Feltz (depuis 2004)